# Chiesa dell'Immacolata (Firenze)

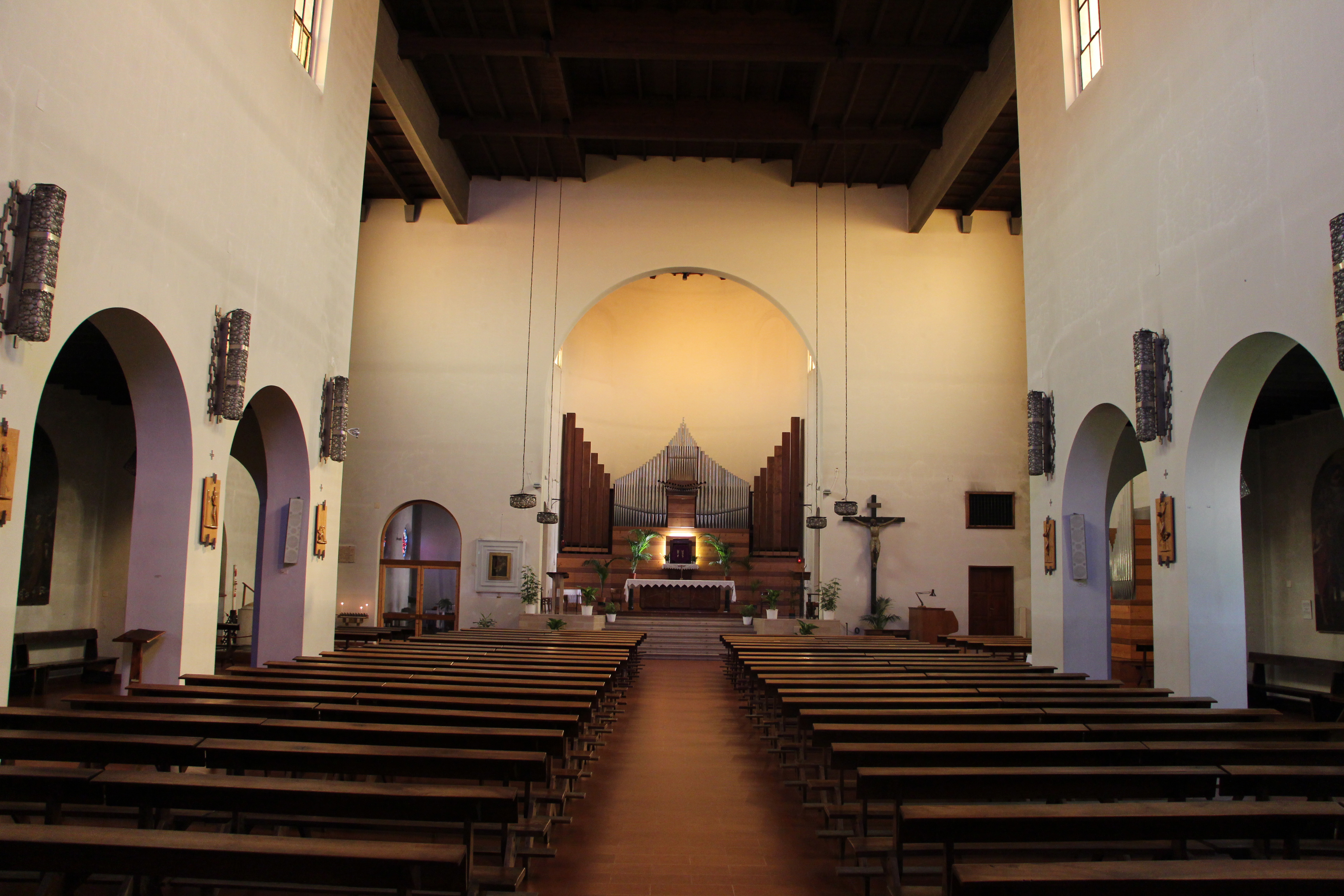
Interno

La chiesa dell'Immacolata è un luogo di culto cattolico di Firenze, con ingresso principale in via Paoletti e un'altra entrata in via Fabroni; ad essa è unita la chiesa di San Martino a Montughi, situata in via Stibbert, che, prima della costruzione dell'Immacolata, era la parrocchia della zona.

## Storia e descrizione
Questa chiesa fu edificata sui terreni dove c'erano le case coloniche dei contadini Guidi, Bigozzi, Cerretelli e Cantini. La famiglia Bigozzi ha poi dato il nome alla strada vicina alla chiesa, Vicolo dei Bigozzi.
Il progetto per la costruzione della chiesa fu affidato agli architetti Primo Saccardi, Antonio Abram e Mario Chiari, nipote del parroco don Alessandro Sostegni. Questo progetto fu approvato nel 1935 e, il 16 giugno di quell'anno, iniziarono i lavori per la costruzione, con la posa della prima pietra, alla presenza del cardinale Elia Dalla Costa. La chiesa fu ultimata undici mesi dopo, nel 1936, ma non era ancora del tutto completata. Don Sostegni ottenne due campane dalla Chiesa di Santo Stefano a Rezzano, presso Galliano nel Mugello, campane di stile rinascimentale, una del 1415 e un'altra del 1482, rifuse entrambe nel 1771.
L'Immacolata presenta uno stile molto semplice ed ha in alto un ampio rosone circolare. All'interno, sopra l'altare laterale sinistro, c'è un affresco di Ermanno Toschi, rappresentante il Sacro Cuore che accoglie l'umanità; a sinistra dell'altare maggiore è stata costruita la Cappella della Madonna, che contiene una Madonna Immacolata in ceramica, opera del maestro Angelo Biancini di Faenza, che fece anche il rivestimento dell'altare.
Nella chiesa dell'Immacolata sono presenti inoltre un fonte battesimale progettato da Daniela Del Tordello, un bassorilievo in legno della Via Crucis di Osvaldo Bulli e un organo.
Nel 1977 la Curia cedette in comodato la Chiesa di Sant'Andrea a Cerreto Maggio alla parrocchia dell'Immacolata, la quale nel corso degli anni ha provveduto alla sua ristrutturazione.
Dal 1997 al 1999 padre Athanase Seromba è stato vice-parroco di questa parrocchia sotto il falso nome di Atanasio Sumba Bura, nel tentativo di sfuggire al mandato di cattura internazionale per crimini contro l'umanità commessi in Ruanda nel 1994; è stato in seguito riconosciuto responsabile del massacro di 2000 persone di etnia Tutsi e condannato all'ergastolo dal Tribunale Criminale Internazionale per il Ruanda (ICTR).
Dal 26 ottobre 2018 la chiesa è chiusa per gravi problemi al tetto. Nel 2025 risulta nuovamente aperta.

## Alessandro Sostegni
Monsignor Sostegni fu il parroco che iniziò la costruzione della Chiesa dell'Immacolata. Egli nacque a Seravezza il 1º ottobre 1876, fece gli studi nel Seminario di Cestello e fu ordinato Sacerdote il 18 agosto 1901. Svolse il suo primo Ministero a San Giovanni in Sugana, (San Casciano in Val di Pesa), come cappellano, poi divenne parroco, nel 1903, della chiesa di San Lorenzo alle Croci nel Mugello, dove rimase fino al 1926.

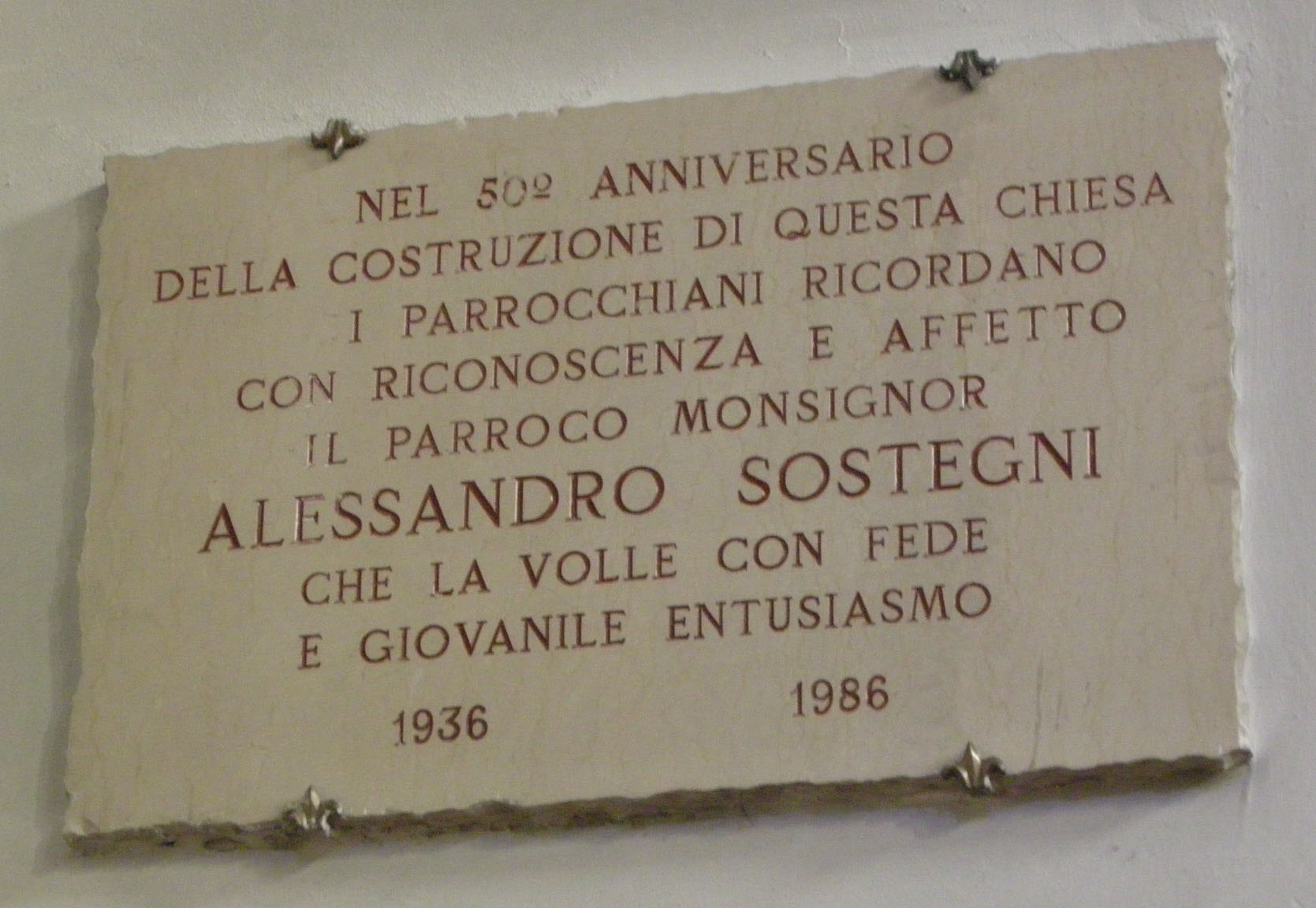
Lapide che ricorda Alessandro Sostegni all'interno della chiesa

Successivamente ottenne, come era suo desiderio, una parrocchia più vasta e fu inviato presso San Martino a Montughi, il 16 ottobre 1926. Nel 1932, dopo la visita pastorale dell'arcivescovo Elia Dalla Costa a Montughi, don Sostegni capì che era giunto il momento di costruire una nuova chiesa nella piana sottostante al colle, per avvicinare e servire meglio la popolazione che si espandeva.
Alessandro Sostegni iniziò la sua carriera di parroco il 28 luglio 1926, alla morte del priore Scarselli. Nel 1927 fece restaurare completamente la Chiesa di San Martino a Montughi e ricevette la visita del cardinale Alfonso Maria Mistrangelo e, nel 1932 e 1933 quelle del cardinale Elia Dalla Costa
La Compagnia del Santissimo Sacramento, sciolta dal granduca Pietro Leopoldo nel 1776, rinata nel 1791, fu sciolta nuovamente nel 1902 e ricostruita il 27 gennaio 1927 da Alessandro Sostegni.
Il 13 marzo 1929 Alessandro Sostegni ricevette in affidamento un crocifisso il legno del XV secolo, opera di Romualdo da Candeli, da parte della Regia Soprintendenza all'Arte Medievale e Moderna della Toscana, per volontà del Ministero competente; questo crocifisso fu posto nella chiesa di San Martino a Montughi fino al 1936, quando venne trasportato alla nuova chiesa dell'Immacolata, dove si trova tuttora. Nel 1939 consegnò alla Soprintendenza un dipinto del Vignali, firmato e datato 1631.
A causa della costruzione della nuova chiesa, sorse pure un contrasto fra Alessandro Sostegni e Giulio Facibeni; infatti, quest'ultimo saldò i debiti derivanti dall'edificazione dell'Immacolata, acquistando, con una procedura irregolare secondo il diritto canonico, i terreni e la canonica di San Martino a Montughi, per conto dell'Opera della Divina Provvidenza Madonnina del Grappa. La questione, che interessò anche il cardinale Dalla Costa, si risolse soltanto negli anni sessanta.

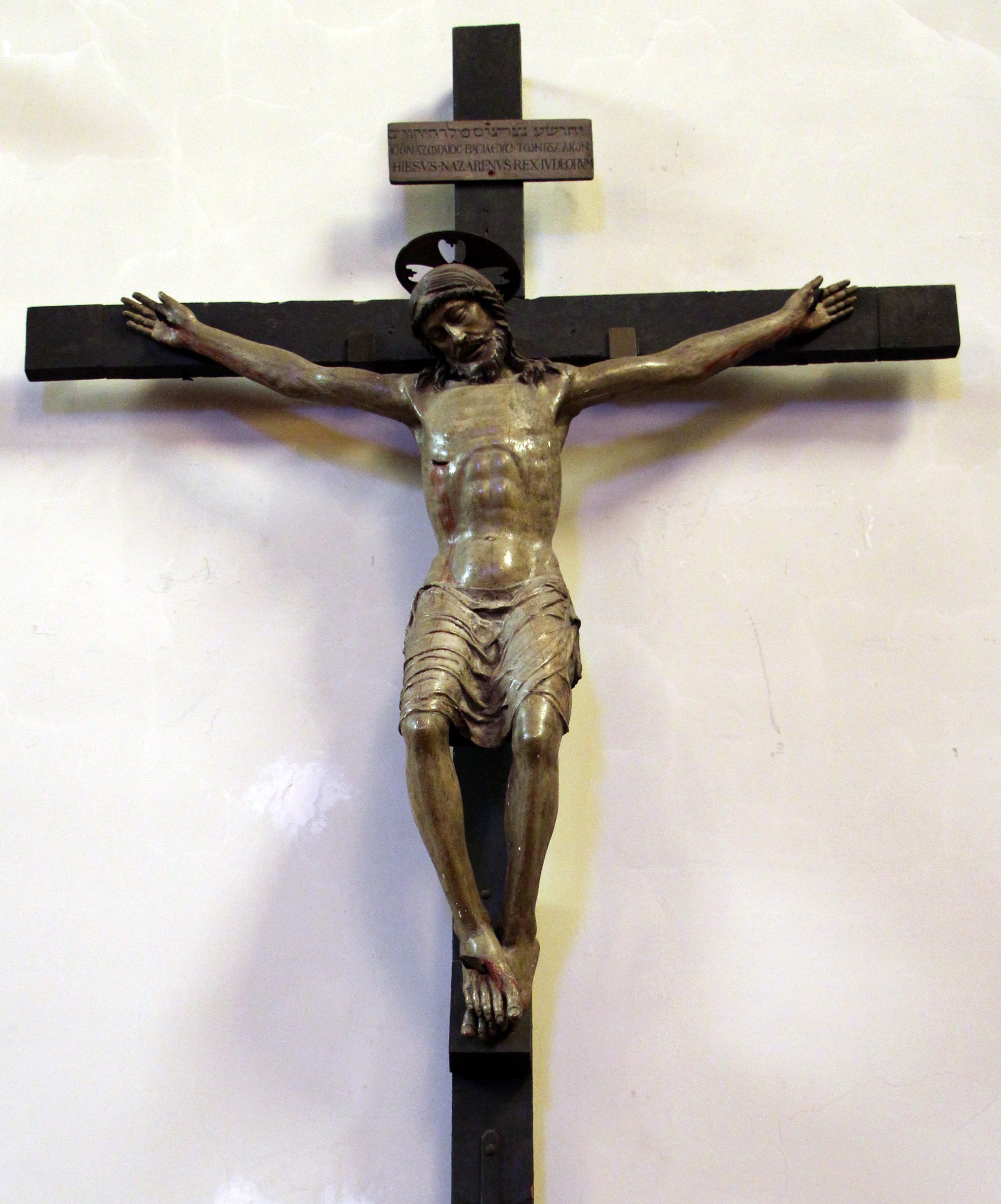
Il Crocifisso quattrocentesco

Don Sostegni si adoperò molto, nella seconda guerra mondiale, durante il periodo dell'occupazione tedesca a Firenze (1944). Infatti, si recò più volte a protestare presso il Comando delle truppe, accampate nelle zone della chiesa, a causa dei molti furti e delle molte violenze che avvenivano per opera dei nazisti, nonostante le risposte sconfortanti e le minacce che ogni volta riceveva. Cercò anche dei viveri per tutti quelli che erano alla fame; inoltre, nell'atrio del vicino Cinema Vittoria, provvide anche a soccorrere i feriti e a benedire i morti. Durante l'occupazione, per il suo impegno, alcuni Ufficiali dell'Esercito di liberazione, gli proposero l'iscrizione fra i partigiani. Don Sostegni ringraziò senza accettare, nonostante tale nomina fosse accompagnata da un premio di trentamila lire, comunque, al parroco fu consegnato un diploma del Comandante in capo delle Forze Alleate, generale Harold George Alexander, che attestava la sua qualifica di patriota (certificato n. 25377).
Nel 1935 si recò a Lourdes e, al ritorno, iniziò la costruzione di questa nuova chiesa che dedicò all'Immacolata.
Morì il 16 dicembre 1955, mentre era in ritiro per gli Esercizi Spirituali a Villa Sant'Ignazio nei pressi di Firenze, colpito da angina pectoris.
Padre Sisto da Pisa dedicò la sua opera intitolata “Storia della venerabile prioria di San Martino a Montughi” ad Alessandro Sostegni